# リチャード・リンチ
リチャード・リンチ（Richard Hugh Lynch、1940年2月12日 - 2012年6月19日）は、アメリカ合衆国の俳優。ニューヨーク・ブルックリン区出身、アイルランド系アメリカ人。
アクターズ・スタジオで演技を学ぶが、1967年にドラッグ摂取の影響で、セントラル・パークで自分自身に火を放ち、体全体の70％に大火傷を負ってしまう。その火傷痕を治療する整形手術で顔つきが変わってしまった事で以後、悪役俳優として活躍した。1982年に『マジック・クエスト/魔界の剣』で第10回サターン助演男優賞を受賞した。
2012年6月19日、カリフォルニア州の自宅で死亡しているのが見つかった。72歳。映画『ロード・オブ・セイラム』にも出演の予定であったが、体調不良のため降板、アンドリュー・プラインに交代していた。

## 主な出演作品

### 映画
- スケアクロウ Scarecrow (1973)
- 重犯罪特捜班/ザ・セブン・アップス The Seven-Ups (1973)
- ハッピーフッカー/陽気な娼婦 The Happy Hooker (1975)
- ディーモン 悪魔の受精卵（英語版） God Told Me To (1976)
- スタントマン殺人事件 Stunts (1977)
- デススポーツ Deathsport (1978)
- 超高層プロフェッショナル Steel (1979)
- ジェネシスを追え The Formula (1980)
- トゥインクル・トゥインクル・キラー・カーン The Ninth Configuration (1980)
- マジック・クエスト/魔界の剣 The Sword and the Sorcerer (1982)
- 爆走戦士ストライカー Savage Dawn (1985)
- 地獄のコマンド Invasion USA (1985)
- グレート・バーバリアン The Barbarians (1987)
- 悪夢の惨劇 Bad Dreams (1988)
- リトル・ニキータ Little Nikita (1988)
- 情熱のランバダ The Forbidden Dance (1990)
- 未来警察マッド・ポリス Aftershock (1990)
- アリゲーター2 Alligator II: The Mutation (1991)
- トランサーズ2360 Trancers II (1991)
- パペット・マスター3/ナチス大決闘 Puppet Master III: Toulon's Revenge (1991)
- ネクロノミカン Necronomicon（1993）
- サイボーグ3 Cyborg 3: The Recycler (1994)
- スキャナーズ ニュー・エッジ/ザカリアス Scanner Cop (1994)
- 罪と罰 Crime and Punishment (2002)
- 死霊危険地帯 ゾンビハザード Curse of the Forty-Niner (2002)
- ファラオの首飾り The Mummy's Kiss (2003)
- ハロウィン Halloween (2007)
- ミル・マスカラス対アステカのミイラ Mil Mascaras Versus The Aztec Mummy (2007)

### テレビドラマ
- 刑事スタスキー&ハッチ Starsky & Hutch (1975 - 1979)
- 宇宙空母ギャラクティカ Battlestar Galactica (1978)
- ギャラクティカ1980 Galactica 1980 (1980)
- フェニックス The Phoenix (1982)
- 新スタートレック Stark Trek: The Next Generation (1993)
- ジェシカおばさんの事件簿 Murder, She Wrote (1992 - 1994)
- ファントム2040 Phantom 2040 (1995 - 1996) テレビアニメ、声の出演